# موسی غضنفرآبادی
موسی غضنفرآبادی (زادهٔ ۱۳۴۵ در گنبکی) رئیس سابق دادگاه‌های انقلاب اسلامی استان تهران و رئیس کمیسیون قضائی و حقوقی مجلس شورای اسلامی و نماینده حوزه انتخابیه بم، ریگان، فهرج، نرماشیر و گنبکی در دوره هفتم، هشتم، نهم، یازدهم و دوازدهم مجلس شورای اسلامی است. او نمایندهٔ حوزهٔ انتخابیهٔ بم در دورهٔ هفتم و هشتم مجلس شورای اسلامی بود. او در دهمین دوره انتخابات مجلس ایران، نامزد ائتلاف اصولگرایان بود، اما نتوانست رای کافی برای ورود مجدد را بیاورد. پس از بازماندن در ورود مجدد به مجلس او به ریاست دادگاه انقلاب تهران انتخاب شد.

## تحریم‌ها
در ۱۸ آذر ۱۴۰۱ وزارت خارجه بریتانیا، موسی غضنفرآبادی به همراه ۹ مقام قضایی و مرتبط با زندان‌های جمهوری اسلامی را به دلیل تعقیب معترضان، صدور احکام سنگین از جمله مجازات اعدام برای آن‌ها و بدرفتاری با زندانیان ایرانی و خارجی و «نقض فجیع حقوق بشر» در ایران تحریم کرد.
اتحادیه اروپا، در ۲۴ ژانویه ۲۰۲۳ موسی غضنفرآبادی را به همراه ۱۷ شخصیت حقیقی و ۱۹ شخصیت حقوقی جمهوری اسلامی در فهرست تحریم‌های جدید خود قرار داد. این تحریم به دلیل نقش او در سرکوب وحشیانه اعتراضات پس از کشته شدن مهسا امینی توسط جمهوری اسلامی است.

## تلاش برای تصویب لایحه حجاب و عفاف
محسن برهانی، جرم‌شناس و وکیل دادگستری، شامگاه سه‌شنبه ۱۷ مرداد ۱۴۰۲ در توئیتی با «ننگین» خواندن لایحهٔ حجاب اجباری نوشت که در تنظیم متن نهایی این لایحه سه نفر شامل «آقایان قالیباف، غضنفرآبادی و جلیل محبی» نقش کلیدی داشته‌اند.